# Meditation on Zeami
Meditation in Zeami is een compositie van de Amerikaanse componist Alan Hovhaness uit 1963. Hij schreef het werk, dat gezien wordt als symfonisch gedicht ter nagedachtenis van Zeami Motokiyo (circa 1363-circa 1443) een Japans toneelschrijver. Hovhaness bracht in 1962 een lange tijd door in Japan en maakte (verder) kennis met haar cultuur in het bijzonder de toneelstukken en oude muziektechniek Gagaku. De muziek van Meditation on Zeami klinkt dan ook Oosters; de eerste uitvoering was echter voorbehouden aan Leopold Stokowski met zijn American Symphony Orchestra in de Carnegie Hall op 6 oktober 1964.

## Orkestratie
- 3 dwarsfluiten, 3 hobo's, 3 klarinetten, 3 fagotten
- 4 hoorns, 3 trompetten, 3 trombones, 1 tuba
- pauken, 3 man/vrouw percussie 1 harp
- violen, altviolen, celli, contrabassen

## Discografie
- Uitgave Centaur Records: Frost Symphony o.l.v. Chung Park in een opname uit 2006.